# Setra S 315 NF
A Setra S 315 NF egy alacsony padlós busz, melyet az EvoBus leányvállalata, a Setra gyártott.
Az NF a névben az alacsony padlót (Niederflur) jelenti. Az S 315 NF-et leggyakrabban a helyi közlekedésben használják, bár mára vagy a Citaro, a Lion's City vagy közvetlen utódja, a Setra S 415 NF váltotta fel. A busznak létezik egy magaspadlós  változata is, az S 315 UL. A három tengelyes és 14,47 m hosszú változatot S 319 NF néven dobtak piacra.

## Kapcsolódó busztípusok

### Magaspadlós
- Setra S 313 UL – 11 méteres változat (2 tengely)
- Setra S 315 UL – 12 méteres változat (2 tengely)
- Setra S 316 UL – 13 méteres változat (2 tengely)
- Setra S 317 UL – 14 méteres változat (3 tengely)
- Setra S 319 UL – 15 méteres változat (3 tengely)
- Setra SG 321 UL – 18 méteres csuklós busz változat (3 tengely)

### Alacsonypadlós
- Setra S 300 NC – 12 méteres városi változat (2 tengelyes, háromajtós), 1989–1995 között
- Setra S 319 NF – 14,5 méteres változat (3 tengelyes, egy további ajtóval a hátsó tengelyek mögött), 1997–2006 között

## Fordítás
Ez a szócikk részben vagy egészben  a   Setra S 315 NF című német Wikipédia-szócikk ezen változatának fordításán alapul.  Az eredeti cikk szerkesztőit annak laptörténete sorolja fel. Ez a jelzés csupán a megfogalmazás eredetét és a szerzői jogokat jelzi, nem szolgál a cikkben szereplő információk forrásmegjelöléseként.